# Окнянски район
Окнянски район (на украински: Окнянський район; на руски: Окнянский район) се намира в северозападната част на Одеска област, Украйна. Общата му площ е 1013 км2. Съставен е от 1 посьолок и 14 селски местни съвета. Негов административен център е селището от градски тип Окни. Според преброяването през 2001 г. населението му е 22 879 души.

## Население

### Етнически състав
Численост и дял на етническите групи според преброяването на населението през 2001 г.:
| Етническа група | Численост | Дял (в %) |
| Общо            | 22 879    | 100.000   |
| --------------- | --------- | --------- |
| Украинци        | 18 692    | 81.69     |
| Молдовци        | 2521      | 11.01     |
| Руснаци         | 1417      | 6.19      |
| Българи         | 64        | 0.27      |
| Беларуси        | 38        | 0.16      |
| Чехи            | 29        | 0.12      |
| Гагаузи         | 28        | 0.12      |
| Арменци         | 18        | 0.07      |
| Германци        | 18        | 0.07      |
| Други           | 54        | 0.23      |
| Незаписани      | 0         | 0.00      |